# Guglielmo Del Bimbo
Guglielmo Filippo Alessandro Del Bimbo (Pisa, 20 de noviembre de 1903-Livorno, 3 de noviembre de 1973) fue un deportista italiano que compitió en remo.
Participó en dos Juegos Olímpicos de Verano en los años 1932 y 1936, obteniendo dos medallas, plata en Los Ángeles 1932 y plata en Berlín 1936. Ganó cuatro medallas en el Campeonato Europeo de Remo entre los años 1929 y 1933.

## Palmarés internacional
| Juegos Olímpicos   | Juegos Olímpicos             | Juegos Olímpicos | Juegos Olímpicos |
| Año                | Lugar                        | Medalla          | Prueba           |
| ------------------ | ---------------------------- | ---------------- | ---------------- |
| 1932               | Los Ángeles (Estados Unidos) | Medalla de plata | Ocho con timonel |
| 1936               | Berlín (Alemania)            | Medalla de plata | Ocho con timonel |
| Campeonato Europeo |                              |                  |                  |
| Año                | Lugar                        | Medalla          | Prueba           |
| 1929               | Bydgoszcz (Polonia)          | Medalla de oro   | Ocho con timonel |
| 1930               | Lieja (Bélgica)              | Medalla de plata | Ocho con timonel |
| 1931               | París (Francia)              | Medalla de plata | Ocho con timonel |
| 1933               | Budapest (Hungría)           | Medalla de plata | Ocho con timonel |